# Liste der Mitglieder des Landtags von Baden-Württemberg (7. Wahlperiode)
Liste der Mitglieder des 7. baden-württembergischen Landtages (1976–1980) mit Wahlkreis und Fraktionszugehörigkeit.
Der 7. Landtag wurde am 4. April 1976 gewählt. Die 1. Plenarsitzung fand am 2. Juni 1976, die letzte am 22. April 1980 statt.
Zum Präsidenten des Landtags von Baden-Württemberg wurde Erich Ganzenmüller (CDU) gewählt. Der Fraktionsvorsitzende der CDU, Lothar Späth, ging am 22. Februar 1978 als Innenminister ins Landeskabinett, sein Nachfolger an der Fraktionsspitze wurde Erwin Teufel. (Späth wurde im August des gleichen Jahres zum Ministerpräsidenten gewählt, nachdem Hans Karl Filbinger zurückgetreten war.)

## Zusammensetzung des Landtags
| Fraktion | Sitze |
| -------- | ----- |
| CDU      | 71    |
| SPD      | 41    |
| FDP/DVP  | 9     |
| Gesamt   | 121   |

## Abgeordnete
| Name                  | Lebensdaten | Fraktion | Wahlkreis                 | Mandat                     | Anmerkung                                                    |
| --------------------- | ----------- | -------- | ------------------------- | -------------------------- | ------------------------------------------------------------ |
| Hans Albrecht         | 1923–2006   | FDP/DVP  | Enz                       | Zweitmandat                |                                                              |
| Theo Balle            | 1925–2015   | CDU      | Esslingen                 | Erstmandat                 |                                                              |
| Kurt Bantle           | 1933        | SPD      | Waldshut                  | Zweitmandat                |                                                              |
| Erich Walter Barthold | 1920–2000   | CDU      | Reutlingen                | Erstmandat                 |                                                              |
| Franz Baum            | 1927–2016   | CDU      | Biberach                  | Erstmandat                 |                                                              |
| Werner Baumhauer      | 1930–2021   | CDU      | Heidenheim                | Erstmandat                 |                                                              |
| Hans Beerstecher      | 1938        | SPD      | Ludwigsburg               | Zweitmandat                |                                                              |
| Traugott Bender       | 1927–1979   | CDU      | Karlsruhe I               | Erstmandat                 | † 5. Februar 1979, →N: Fr. Schäfer-Wiegand                   |
| Adam Berberich        | 1914–2001   | SPD      | Villingen-Schwenningen    | Zweitmandat                |                                                              |
| Wolfram Bergerowski   | 1936–2009   | FDP/DVP  | Ludwigsburg               | Zweitmandat                |                                                              |
| Frieder Birzele       | 1940–2023   | SPD      | Göppingen                 | Zweitmandat                |                                                              |
| Erwin Braun           | 1921–1981   | CDU      | Kehl                      | Erstmandat                 |                                                              |
| Liselotte Bühler      | 1922–2003   | SPD      | Stuttgart IV              | Zweitmandat                |                                                              |
| Heinz Bühringer       | 1927–2016   | SPD      | Waiblingen                | Zweitmandat                |                                                              |
| Wilhelm Buggle        | 1915–1989   | CDU      | Tuttlingen-Donaueschingen | Erstmandat                 |                                                              |
| Josef Bugl            | 1932–2023   | CDU      | Mannheim I                | Erstmandat                 |                                                              |
| Wolfgang Daffinger    | 1927–2013   | SPD      | Weinheim                  | Zweitmandat                |                                                              |
| Rudolf Decker         | 1934–2024   | CDU      | Leonberg                  | Erstmandat                 |                                                              |
| Rolf Dick             | 1926–2001   | SPD      | Ulm                       | Zweitmandat                |                                                              |
| Martin Dorn           | 1935–2013   | CDU      | Stuttgart III             | Erstmandat                 |                                                              |
| Hermann Dutt          | 1934–1977   | CDU      | Calw                      | Erstmandat                 | † 29. Juni 1977, →N: Hr. Tölg                                |
| Rudolf Eberle         | 1926–1984   | CDU      | Waldshut                  | Erstmandat                 |                                                              |
| Willi Edelhoff        | 1937        | SPD      | Heidelberg                | Zweitmandat                |                                                              |
| Hinrich Enderlein     | 1941        | FDP/DVP  | Tübingen                  | Zweitmandat                |                                                              |
| Alfred Entenmann      | 1927        | CDU      | Waiblingen                | Erstmandat                 |                                                              |
| August Entringer      | 1921–2008   | CDU      | Bodensee                  | Erstmandat                 |                                                              |
| Erhard Eppler         | 1926–2019   | SPD      | Rottweil                  | Zweitmandat                | Fraktionsvorsitzender                                        |
| Günter Erlewein       | 1928        | SPD      | Heilbronn                 | Zweitmandat                |                                                              |
| Hans Filbinger        | 1913–2007   | CDU      | Freiburg I                | Erstmandat                 |                                                              |
| Gundolf Fleischer     | 1943        | CDU      | Breisgau                  | Erstmandat                 |                                                              |
| Fritz Frey            | 1914–1984   | CDU      | Göppingen                 | Erstmandat                 |                                                              |
| Lothar Gaa            | 1931–2022   | CDU      | Schwetzingen              | Erstmandat                 |                                                              |
| Erich Ganzenmüller    | 1914–1983   | CDU      | Schwäbisch Gmünd          | Erstmandat                 |                                                              |
| Franz Gehweiler       | 1917–1979   | CDU      | Hohenlohe                 | Erstmandat                 | † 13. Dezember 1979, →N: Hr. Östreicher                      |
| Alfred Geisel         | 1931        | SPD      | Aalen                     | Zweitmandat                |                                                              |
| Roland Gerstner       | 1931–2025   | CDU      | Rastatt                   | Erstmandat                 |                                                              |
| Robert Gleichauf      | 1914–1992   | CDU      | Rottweil                  | Erstmandat                 |                                                              |
| Theo Götz             | 1930–2008   | CDU      | Hechingen-Münsingen       | Erstmandat                 |                                                              |
| Annemarie Griesinger  | 1924–2012   | CDU      | Vaihingen                 | Erstmandat                 |                                                              |
| Arthur Gruber         | 1914–1981   | CDU      | Böblingen                 | Erstmandat                 | Mandat niedergelegt am 31. August 1979, →N: Hr. Klunzinger   |
| Werner Grunert        | 1920–2020   | SPD      | Leonberg                  | Zweitmandat                |                                                              |
| Egon Gushurst         | 1930–2023   | CDU      | Baden-Baden               | Erstmandat                 |                                                              |
| Friedrich Haag        | 1930–2022   | FDP/DVP  | Stuttgart II              | Zweitmandat                |                                                              |
| Gottfried Haase       | 1923–2014   | SPD      | Enz                       | Zweitmandat                |                                                              |
| Heinrich Haasis       | 1945        | CDU      | Balingen                  | Erstmandat                 |                                                              |
| Roland Hahn           | 1946        | SPD      | Tübingen                  | Zweitmandat                |                                                              |
| Wilhelm Hahn          | 1909–1996   | CDU      | Heidelberg                | Erstmandat                 |                                                              |
| Heinz Heckmann        | 1932–2012   | CDU      | Bruchsal                  | Erstmandat                 |                                                              |
| Hans Heidler          | 1927–2016   | CDU      | Neckar-Odenwald           | Erstmandat                 | Mandat niedergelegt am 11. Mai 1978, →N: Hr. Pfaus           |
| Wilfried Helmstädter  | 1930–2006   | SPD      | Stuttgart II              | Zweitmandat                |                                                              |
| Fritz Hopmeier        | 1930–2014   | CDU      | Kirchheim                 | Erstmandat                 |                                                              |
| Theodor Hurrle        | 1919–1997   | SPD      | Rastatt                   | Zweitmandat                |                                                              |
| Anton Ilg             | 1919–1995   | CDU      | Geislingen                | Erstmandat                 |                                                              |
| Wilhelm Jung          | 1928–2015   | CDU      | Lörrach                   | Erstmandat                 |                                                              |
| Horst Kiesecker       | 1934–2020   | SPD      | Balingen                  | Zweitmandat                |                                                              |
| Willibald Kimmel      | 1929–2011   | CDU      | Mannheim III              | Erstmandat                 |                                                              |
| Volker Klenk          | 1938        | FDP/DVP  | Stuttgart IV              | Zweitmandat                |                                                              |
| Eugen Klunzinger      | 1938        | CDU      | Böblingen                 | Nachrücker im Erstmandat   | ab 1. September 1979                                         |
| Udo Kraus             | 1924–1987   | SPD      | Sinsheim                  | Zweitmandat                |                                                              |
| Walter Krause         | 1912–2000   | SPD      | Mannheim III              | Zweitmandat                |                                                              |
| Erwin Lamparter       | 1923–1998   | SPD      | Böblingen                 | Zweitmandat                |                                                              |
| Ulrich Lang           | 1933–2018   | SPD      | Schwäbisch Hall           | Zweitmandat                |                                                              |
| Hugo Leicht           | 1934–2000   | CDU      | Pforzheim                 | Erstmandat                 |                                                              |
| Gotthilf Link         | 1926–2009   | CDU      | Eppingen                  | Erstmandat                 |                                                              |
| Ernst Ludwig          | 1927–2017   | CDU      | Ulm                       | Erstmandat                 |                                                              |
| Gerhard Mahler        | 1930–1996   | CDU      | Nürtingen                 | Erstmandat                 |                                                              |
| Alfons Maurer         | 1927–1992   | CDU      | Ravensburg                | Erstmandat                 |                                                              |
| Robert Maus           | 1933–2025   | CDU      | Singen                    | Erstmandat                 |                                                              |
| Toni Menzinger        | 1905–2007   | CDU      | Karlsruhe II              | Erstmandat                 |                                                              |
| Jürgen Meyer          | 1936        | SPD      | Freiburg I                | Zweitmandat                |                                                              |
| Jürgen Morlok         | 1945        | FDP/DVP  | Karlsruhe I               | Zweitmandat                | Fraktionsvorsitzender                                        |
| Günter Moser          | 1940        | SPD      | Heidenheim                | Zweitmandat                | Mandat niedergelegt am 11. November 1977, →N: Hr. Pommerenke |
| Herbert Moser         | 1947        | SPD      | Tuttlingen-Donaueschingen | Zweitmandat                |                                                              |
| Hermann Mühlbeyer     | 1939        | CDU      | Neckarsulm                | Erstmandat                 |                                                              |
| Helmut Münch          | 1933–2017   | SPD      | Mannheim II               | Erstmandat                 |                                                              |
| Karl Nicola           | 1939–2023   | SPD      | Emmendingen               | Zweitmandat                |                                                              |
| Elisabeth Nill        | 1932        | SPD      | Esslingen                 | Zweitmandat                |                                                              |
| Gerhard Noller        | 1922–1999   | SPD      | Reutlingen                | Zweitmandat                |                                                              |
| Hermann Opferkuch     | 1920–1990   | CDU      | Schwäbisch Hall           | Erstmandat                 |                                                              |
| Karl Östreicher       | 1931–1998   | CDU      | Hohenlohe                 | Nachrücker im Erstmandat   | ab 28. Dezember 1979                                         |
| Manfred Pfaus         | 1939        | CDU      | Neckar-Odenwald           | Nachrücker im Erstmandat   | ab 11. Mai 1978                                              |
| Horst Poller          | 1926–2018   | CDU      | Stuttgart IV              | Erstmandat                 |                                                              |
| Siegfried Pommerenke  | 1933–2016   | SPD      | Heidenheim                | Nachrücker im Zweitmandat  | ab 22. November 1977                                         |
| Hermann Precht        | 1937–1997   | SPD      | Bodensee                  | Zweitmandat                |                                                              |
| Peter Reinelt         | 1939–2010   | SPD      | Lörrach                   | Zweitmandat                |                                                              |
| Gerhard Remppis       | 1940        | SPD      | Kirchheim                 | Zweitmandat                |                                                              |
| Albert Reuter         | 1926–2012   | CDU      | Main-Tauber               | Erstmandat                 |                                                              |
| Klaus Rösch           | 1945–2018   | FDP/DVP  | Freiburg I                | Zweitmandat                |                                                              |
| Hans Roth             | 1923–2009   | CDU      | Enz                       | Erstmandat                 |                                                              |
| Robert Ruder          | 1934–2015   | CDU      | Offenburg                 | Erstmandat                 |                                                              |
| Erwin Sack            | 1935–1999   | SPD      | Karlsruhe II              | Zweitmandat                |                                                              |
| Barbara Schäfer       | 1934–2024   | CDU      | Karlsruhe I               | Nachrückerin im Erstmandat | ab 14. Februar 1979                                          |
| Alois Schätzle        | 1925–2022   | CDU      | Emmendingen               | Erstmandat                 |                                                              |
| Gerhart Scheuer       | 1935–2021   | CDU      | Weinheim                  | Erstmandat                 |                                                              |
| Rudolf Schieler       | 1928–2012   | SPD      | Freiburg II               | Zweitmandat                |                                                              |
| Karl Schiess          | 1914–1999   | CDU      | Bodensee                  | Erstmandat                 |                                                              |
| Dietmar Schlee        | 1938–2002   | CDU      | Sigmaringen               | Erstmandat                 |                                                              |
| Erich Schneider       | 1933–2024   | CDU      | Backnang                  | Erstmandat                 |                                                              |
| Norbert Schneider     | 1935        | CDU      | Freudenstadt              | Erstmandat                 |                                                              |
| Rolf Schoeck          | 1928–1999   | CDU      | Ludwigsburg               | Erstmandat                 |                                                              |
| Hans Erich Schött     | 1940–2023   | FDP/DVP  | Emmendingen               | Zweitmandat                |                                                              |
| Ventur Schöttle       | 1929–2024   | CDU      | Ehingen                   | Erstmandat                 |                                                              |
| Conrad Schroeder      | 1933–2006   | CDU      | Freiburg II               | Erstmandat                 |                                                              |
| Joachim Schröder      | 1925–1989   | SPD      | Stuttgart III             | Zweitmandat                |                                                              |
| Hildegard Schwigon    | 1930–1989   | CDU      | Stuttgart II              | Erstmandat                 |                                                              |
| Michael Sexauer       | 1936–2006   | SPD      | Stuttgart I               | Zweitmandat                |                                                              |
| Josef Siedler         | 1913–2005   | CDU      | Wangen                    | Erstmandat                 |                                                              |
| Camill Siegwarth      | 1918–1989   | CDU      | Ettlingen                 | Erstmandat                 |                                                              |
| Lothar Späth          | 1937–2016   | CDU      | Bietigheim-Bissingen      | Erstmandat                 | Fraktionsvorsitzender bis 1978                               |
| Walter Spagerer       | 1918–2016   | SPD      | Mannheim I                | Zweitmandat                |                                                              |
| Ulrich Stechele       | 1941–2001   | CDU      | Heilbronn                 | Erstmandat                 |                                                              |
| Günther Steeb         | 1931–2023   | CDU      | Schorndorf                | Erstmandat                 |                                                              |
| Wilfried Steuer       | 1933        | CDU      | Biberach                  | Erstmandat                 |                                                              |
| Dieter Stoltz         | 1938        | SPD      | Karlsruhe I               | Zweitmandat                |                                                              |
| Erwin Teufel          | 1939        | CDU      | Villingen-Schwenningen    | Erstmandat                 | Fraktionsvorsitzender seit 1978                              |
| Arnold Tölg           | 1934–2024   | CDU      | Calw                      | Nachrücker im Erstmandat   | ab 20. Juli 1977                                             |
| Klaus von Trotha      | 1938        | CDU      | Konstanz                  | Erstmandat                 |                                                              |
| Karl Theodor Uhrig    | 1923–2000   | CDU      | Lahr                      | Erstmandat                 |                                                              |
| Eugen Volz            | 1932–2019   | CDU      | Aalen                     | Erstmandat                 |                                                              |
| Ingrid Walz           | 1936        | FDP/DVP  | Stuttgart I               | Zweitmandat                |                                                              |
| Werner Weinmann       | 1935–1997   | SPD      | Nürtingen                 | Zweitmandat                |                                                              |
| Gerhard Weiser        | 1931–2003   | CDU      | Sinsheim                  | Erstmandat                 |                                                              |
| Gerhard Weng          | 1916–1988   | CDU      | Tübingen                  | Erstmandat                 |                                                              |
| Peter Wetter          | 1930–2020   | CDU      | Stuttgart I               | Erstmandat                 |                                                              |
| Karl-Peter Wettstein  | 1940–2013   | SPD      | Schwetzingen              | Zweitmandat                |                                                              |
| Claus Weyrosta        | 1925–2003   | SPD      | Bietigheim-Bissingen      | Zweitmandat                |                                                              |
| Helmut Wirth          | 1933–2020   | CDU      | Bretten                   | Erstmandat                 |                                                              |

Die Nachrücker ausgeschiedener Abgeordneter sind als →N: (Herr oder Frau) angegeben.